# Trichloramin
Trichloramin, nitrogentrichloride eller nitrogen(III)chlorid er en kemisk forbindelse med formlen NCl3. Det er en gul olieagtig væske, der oftest fremkommer som et biprodukt af reaktioner mellem chlor og ammoniak-forbindelser som for eksempel aminer. 
Trichloramin i svømmehaller mistænkes for at være årsag til astma.

## Eksterne links og henvisninger
1. ↑  Svømmehallers luft kan udløse astma hos elitesvømmere. Videnskab.dk